# 馬哈斯卡 (堪薩斯州)
馬哈斯卡（英語：Mahaska）是一個位於美國堪薩斯州華盛頓縣的城市。

## 地方資料
根據2020年美國人口普查的數據，馬哈斯卡的面積為0.58平方千米，當中陸地面積為0.58平方千米，而水域面積為0.00平方千米。當地共有人口46人，而人口密度為每平方千米79.31人。